# Ліпгріп
Ліпгріп (англ. Lip grip) — риболовне знаряддя призначене для захоплення (затискання) риби за губу. Виготовляються з металу, пластику, дерева. Ліпгріп забезпечує утримування риби, при вилученні з її пащі гачків, джиг приманок, воблерів тощо, без нанесення травм рукам рибалки і додаткових – рибі. Застосовується в спортивному та повсякденному рибальстві.